# Медаль «За службу в окупаційній армії»
Медаль «За службу в окупаційної армії» (англ. Army of Occupation Medal —букв «Медаль армії окупації»). Була встановлена  міністерством оборони США 5 квітня 1946 року. Нагороджували нею військовослужбовців США, які служили не менше 30 днів в окупаційних частинах після Другої світової війни на території Німеччини, Японії, Австрії або Італії.
Медаль вироблена з бронзи, її діаметр становить 1,25 дюйма.
Аверс: зображення моста Людендорфа у Ремагені. Зверху напис (англійською) ARMY OF OCCUPATION.
Реверс: по центру зображення японської гори Фудзі, хмара над двома японськими джонками і дата 1945 р.